# 新西蘭皇家芭蕾舞團
新西蘭皇家芭蕾舞團的總部設在新西蘭的惠靈頓，它最初被稱為新西蘭芭蕾舞團。

## 历史
新西蘭芭蕾舞團成立於1953年，由丹麥皇家芭蕾舞團首席舞蹈家保羅·格納特成立。1984年，女王伊麗莎白二世作為新西蘭君主，授予新西蘭芭蕾舞團皇家的稱號，使其成為英聯邦國家中第四個芭蕾舞團獲得這一榮譽，與英國皇家芭蕾舞團、伯明翰皇家芭蕾舞團和溫尼伯皇家巴蕾舞團齊名。舞團於2005年獲提名羅蘭士·奧利花獎，不過無功而還。